# Medford (Massachusetts)
Medford – miasto w stanie Massachusetts, w hrabstwie Middlesex.
W mieście rozwinął się przemysł maszynowy, chemiczny, materiałów budowlanych, poligraficzny oraz spożywczy.